# Mabuya atlantica
Mabuya atlantica är en ödleart som beskrevs av  Schmidt 1945. Mabuya atlantica ingår i släktet Mabuya och familjen skinkar. Inga underarter finns listade i Catalogue of Life.